# إد ماكماهون
إدوارد ليو بيتر «إد» ماكماهون، ج ر. (بالإنجليزية: Ed McMahon) (6 مارس 1923 - 23 يونيو 2009)، مقدم برامج تلفزيونية أمريكي.

## روابط خارجية
- إد ماكماهون على موقع IMDb (الإنجليزية)
- إد ماكماهون على موقع ألو سيني (الفرنسية)
- إد ماكماهون على موقع ميوزك برينز (الإنجليزية)
- إد ماكماهون على موقع أول موفي (الإنجليزية)
- إد ماكماهون على موقع قاعدة بيانات برودواي على الإنترنت (الإنجليزية)
- إد ماكماهون على موقع قاعدة بيانات الأفلام السويدية (السويدية)
- إد ماكماهون على موقع إن إن دي بي (الإنجليزية)
- إد ماكماهون على موقع قاعدة بيانات الفيلم (الإنجليزية)
- إد ماكماهون على موقع كينوبويسك (الروسية)